# 潭头镇 (高州市)
潭头镇，是中华人民共和国广东省茂名市高州市下辖的一个乡镇级行政单位。位于高州市北部。因丹彰河下游在深龙洞拐弯流向洋大塘垌时，形成一大深潭，深潭上方有潭头村。镇因村名。1957年置潭头乡，1961年成立潭头公社，1983年改区，1987年建镇。镇政府驻潭头圩。

## 行政区划
潭头镇下辖以下地区：
潭头社区、潭头村、乾坡村、山脚村、吉堆坡村、六同村、根竹园村、大垭村、北兰村、凤坡村、简垌村、五村、丹彰村、高灯堡村和石溪村。